# Lista de freguesias de Melgaço

Freguesias de Melgaço. A verde claro, as freguesias ribeirinhas; a verde escuro, as freguesias de montanha

O concelho de Melgaço é subdividido em 13 freguesias, classificadas segundo a sua situação geográfica: 8 freguesias ribeirinhas (junto ao rio Minho) e 5 freguesias de montanha.
| Nome                              | População (2011) | Area (km²) | Densidade populacional (hab./km²) | Tipo       |
| --------------------------------- | ---------------- | ---------- | --------------------------------- | ---------- |
| Alvaredo                          | 528              | 4,36       | 121,1                             | Ribeirinha |
| Castro Laboreiro e Lamas de Mouro | 657              | 106,09     | 6,2                               | Montanha   |
| Chaviães e Paços                  | 702              | 8,48       | 82,8                              | Ribeirinha |
| Cousso                            | 294              | 7,23       | 40,7                              | Montanha   |
| Cristóval                         | 528              | 5,56       | 95,0                              | Ribeirinha |
| Fiães                             | 239              | 11,21      | 21,3                              | Montanha   |
| Gave                              | 237              | 18,64      | 12,7                              | Montanha   |
| Paderne                           | 1 160            | 12,85      | 90,3                              | Ribeirinha |
| Parada do Monte e Cubalhão        | 526              | 29,84      | 17,6                              | Montanha   |
| Penso                             | 523              | 8,85       | 59,1                              | Ribeirinha |
| Prado e Remoães                   | 550              | 3,67       | 149,9                             | Ribeirinha |
| São Paio                          | 602              | 9,95       | 60,5                              | Ribeirinha |
| Vila e Roussas                    | 2 667            | 11,51      | 231,7                             | Ribeirinha |